# Praxedis
Praxedis és un prenom femení català. D'origen grec, ve del mot Praxis que significa l'acte, la realització.

## Difusió
A l'edat mitjana ja és documentat en l'àmbit català. A partir del Renaixement es va fer força popular sobretot a Mallorca.
Variants: Pixedis (variant mallorquina)
Versions en altres idiomes:
- alemany: Praxedis
- anglès: Praxedes
- espanyol: Práxedes (també pot ésser masculí)
- francès: Praxède
- italià: Prassede
- polonès: Prakseda

## Festa onomàstica
- Praxedis de Roma, màrtir romana, 21 de juliol